# Élection présidentielle tunisienne de 1974
L'élection présidentielle tunisienne de 1974, la quatrième du genre à se tenir en Tunisie, est organisée le 3 novembre 1974, le même jour que les législatives.
Habib Bourguiba, président depuis la proclamation de la République le 25 juillet 1957, est le seul candidat à cette élection. Il est élu avec 100 % des voix, au nom du Parti socialiste destourien.
Le 18 mars 1975, l'Assemblée nationale élit Bourguiba en tant que président à vie. Il s'agit donc de la dernière élection avant le coup d'État du 7 novembre 1987 et l'élection de 1989.

## Résultats détaillés
| Inscrits                      | Inscrits                                    | ?         |                |        |  |  |  |
| Votants                       | Votants                                     | 1 573 291 | ?              |        |  |  |  |
| suffrages exprimés            | suffrages exprimés                          | 1 570 954 |                | 99,9 % |  |  |  |
| bulletins blancs ou nuls      | bulletins blancs ou nuls                    | 2 337     |                | 0,1 %  |  |  |  |
| Abstentions                   | Abstentions                                 | ?         | ?              |        |  |  |  |
|                               |                                             |           |                |        |  |  |  |
|                               | Candidat Parti politique                    | Voix      | % des exprimés |        |  |  |  |
|                               | Habib Bourguiba Parti socialiste destourien | 1 570 954 | 100 %          |        |  |  |  |
| Sources : Elections in Africa |                                             |           |                |        |  |  |  |